# 長野直樹
長野 直樹（ちょうの なおき、1989年1月9日 - ）は、2016年現在トップリーグサントリーサンゴリアスに所属するラグビー選手。

## プロフィール
- 兵庫県神戸市出身。
- ポジションはウィング(WTB)、フルバック(FB)。
- 身長 174cm、体重 82kg
- ニックネームはちょーさん。
- 7人制日本代表に選ばれた。
- U20日本代表に選ばれた。
- 日本代表キャップ6 [1]

## 略歴
中学2年生の時、ジュニア五輪男子100メートルで優勝し、ラグビーは高校から始めた。
2007年、関西学院高等部卒業後、関西学院大学に入学する。なお関西学院高等部時代に競技を始めて約2年でリーチ・マイケルらと共に2006年度高校日本代表に選ばれた。
関西学院大１年時に当時史上最年少の18歳4ヶ月で7人制日本代表に選出された。
2010年、関西学院大学ラグビー部の副将に就任した。
2011年、関西学院大学卒業後、サントリーサンゴリアスに加入。
2013年8月30日に行われたジャパンラグビートップリーグ第1節のNTTコミュニケーションズシャイニングアークス戦に先発出場で公式戦初出場を果たす。